# Saint-Riquier-en-Rivière
Saint-Riquier-en-Rivière – miejscowość i gmina we Francji, w regionie Normandia, w departamencie Sekwana Nadmorska.
Według danych na rok 1990 gminę zamieszkiwało 140 osób, a gęstość zaludnienia wynosiła 14 osób/km² (wśród 1421 gmin Górnej Normandii Saint-Riquier-en-Rivière plasuje się na 759. miejscu pod względem liczby ludności, natomiast pod względem powierzchni na miejscu 350.).